# Rakuda Glacier
Rakuda Glacier är en glaciär i Antarktis. Den ligger i Östantarktis. Norge gör anspråk på området. Rakuda Glacier ligger 294 meter över havet.
Terrängen runt Rakuda Glacier är kuperad åt sydost, men åt nordväst är den platt. Havet är nära Rakuda Glacier åt nordväst. Trakten är obefolkad. Det finns inga samhällen i närheten. 